# Chamaita
Chamaita este un gen de insecte lepidoptere din familia Arctiidae.

Cladograma conform Catalogue of Life:

## Galerie

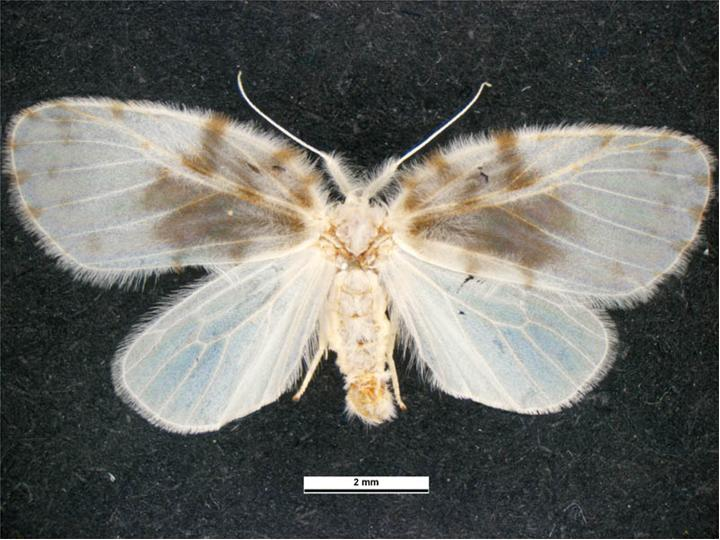